# سياحة شاطئية

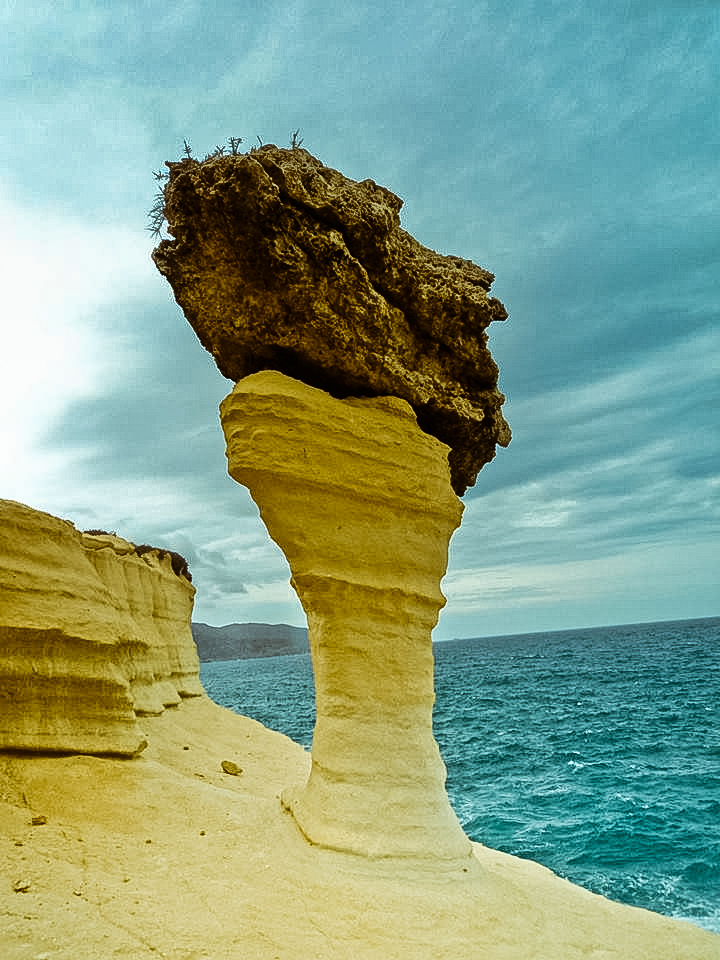
صورة من الضفة الجنوبية للبحر الأبيض المتوسط على الساحل المغربي في منطقة الريف الشهيرة

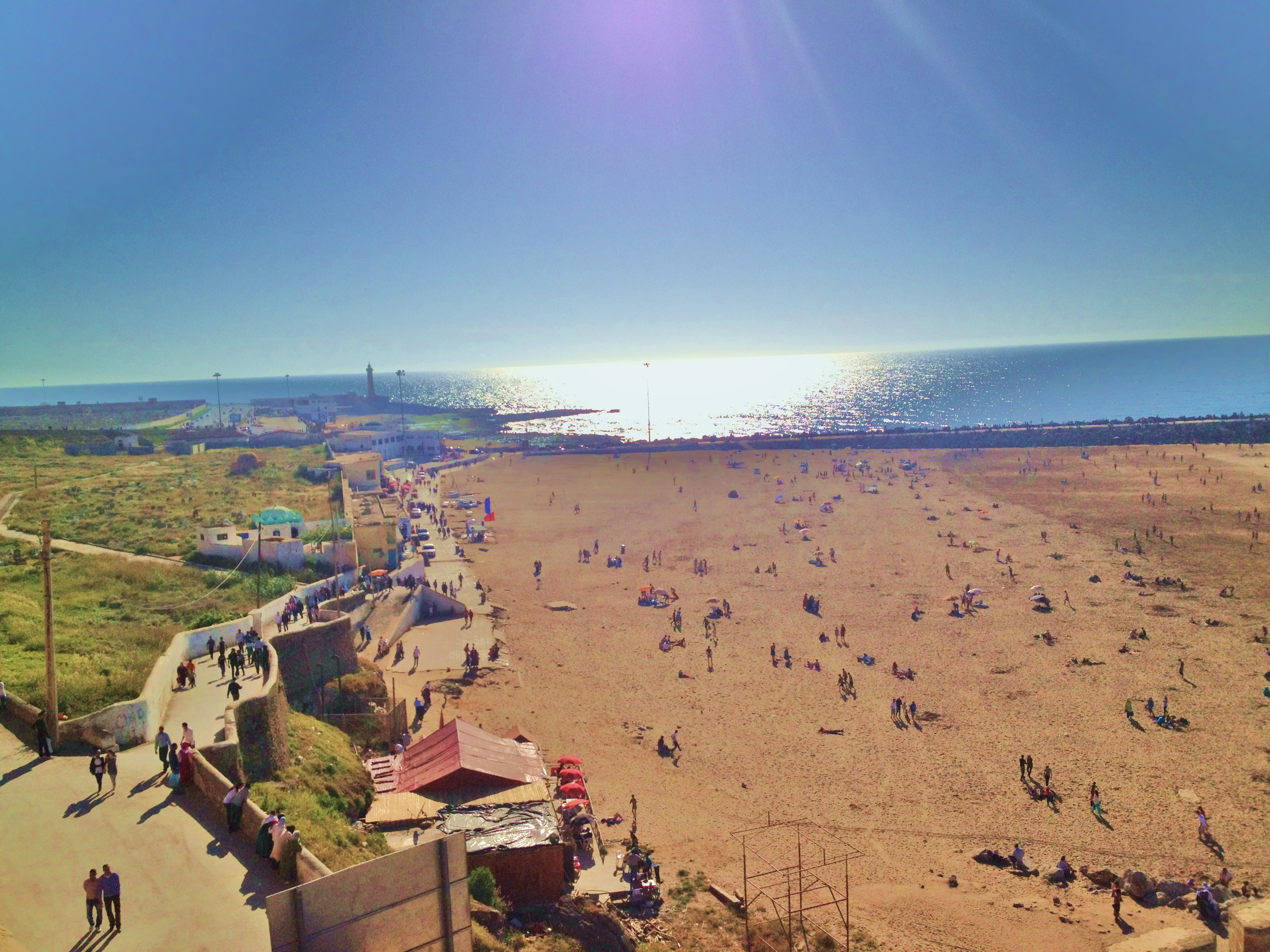
صورة علوية لشاطئ الوداية بمدينة الرباط المغربية

السياحة الشاطئية أو السياحة الساحلية أو السياحة البحرية، هي الشكل الأكثر شعبية من بين الأنشطة السياحة المتعارف عليها في دول العالم، وترتبط بشكل رئيسي بالمنتجعات الساحلية.
تشكل السياحة الشاطئية مع السياحة الجبلية أهم أنواع السياحة الشعبية أو السياحة الجماهيرية، وغالبًا ما تتضمن بُعدًا صحيًا ورياضيًا كأنشطة التزلج والتنس الرملي والتأمل والتجديف.

## الانتشار

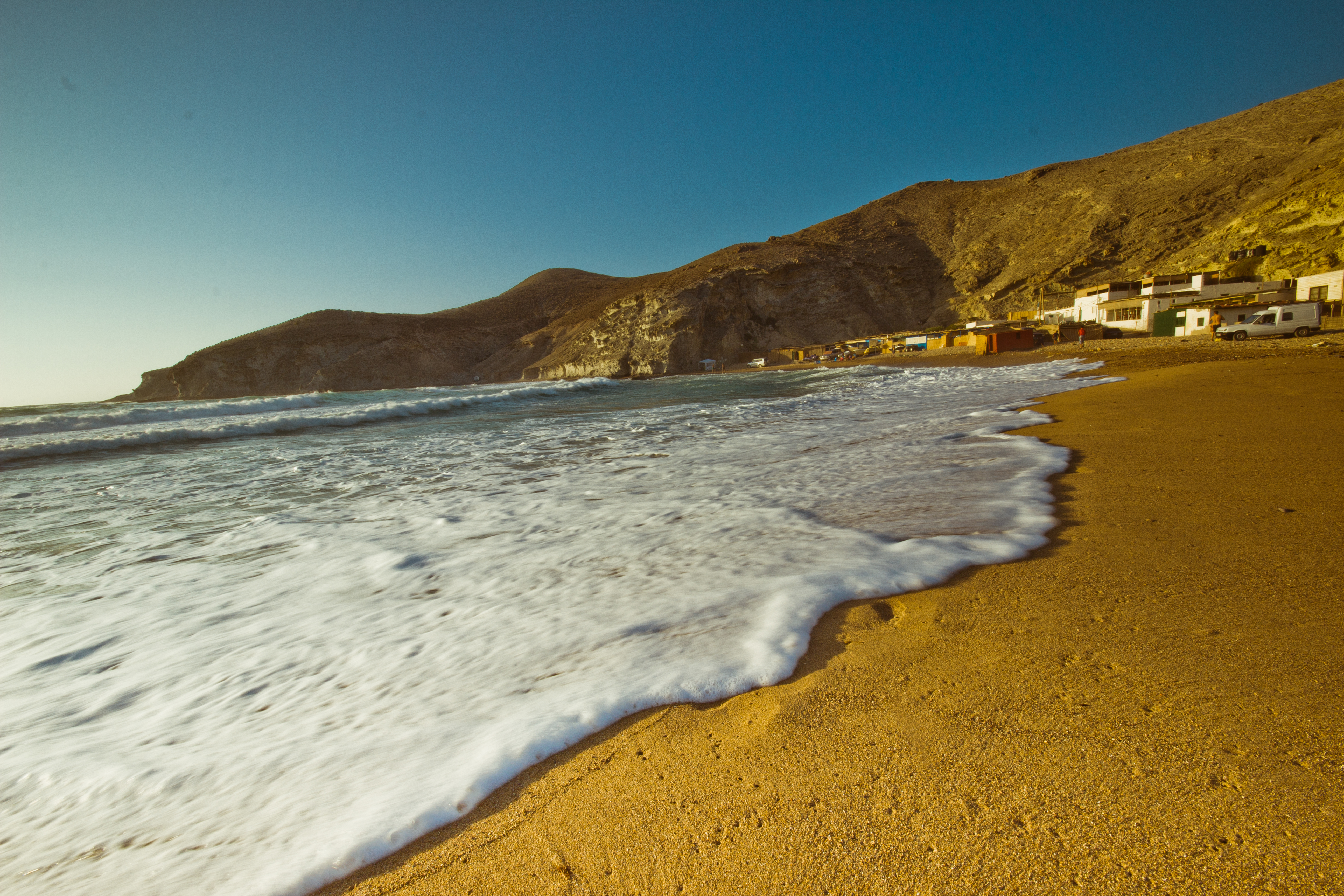
شاطئ رملي في إحدى القرى النائية على الساحل المتوسطي لجبال الريف الشهيرة في المغرب

نتشر هذه السياحة في البلدان التي تتوفر على مناطق ساحلية جذابة، ونجد هذا النوع من السياحة الشاطئية في الكثير من بلدان العالم، مثل دول حوض البحر الأبيض المتوسط ودول بحر الكاريبي وأمريكا اللاتينية على المحيط الأطلسي كالبرازيل والمكسيك وجنوب الخليج العربي كعمان ودول البحر الأحمر إضافة إلى زوار البحر الميت في فلسطين والأردن وبعض الجزر ذائعة الصيت كجزر المالديف.
كما ترتبط بهذا النشاط السياحي العديد من الأنواع الأخرى كرياضة أو هواية الغوص في أعماق المياه، واستعمال القوارب البحرية للتأكل أو الصيد علاوة على عدة رياضات بحرية كرياضة التزحلق على الأمواج، إضافة إلى هطعدة ممارسات رياضية وأنشطة لها علاقة مباشرة بالسياحة الشاطئية في المناطق الساحلية.